# Sân vận động bóng đá giáo dục Hải Hà
Sân vận động bóng đá giáo dục Hải Hà là một sân vận động đa năng ở Thiên Tân, Trung Quốc. Sân vận động được khánh thành vào năm 2011 và chủ yếu được sử dụng cho các trận đấu bóng đá.